# Formazione degli Asia

## Formazione

### Attuale
- Marc Bonilla – voce, chitarra
- Geoff Downes – pianoforte, tastiere, sintetizzatori, programmazione, cori
- Billy Sherwood – basso, cori
- Carl Palmer – batteria, percussioni

### Ex componenti
- John Wetton – voce, basso
- Steve Howe – chitarra elettrica ed acustica, lap steel guitar, mandolino, cori
- Mandy Meyer – chitarra elettrica, cori
- Pat Thrall – chitarra elettrica, cori
- John Payne - voce, basso
- Al Pitrelli – chitarra elettrica*Aziz Ibrahim - chitarra
- Bob Richards – batteria
- Ian Crichton – chitarra
- Chris Slade – batteria
- Guthrie Govan – chitarra, cori
- Chris Slade – batteria
- Jay Schellen – batteria, percussioni
- Sam Coulson - chitarra
- Bumblefoot - chitarra

### Turnisti
- Vinny Burns – chitarra elettrica, cori
- Trevor Thornton – batteria
- Scott Gorham – chitarra elettrica
- Mike Sturgis – batteria, percussioni
- Holger Larisch – chitarra elettrica

## Formazioni

### 1981-1983, 2006-2013
- John Wetton – voce, basso, chitarra acustica; occasionalmente tastiere
- Geoff Downes – pianoforte, tastiere, sintetizzatori, programmazione, cori
- Steve Howe – chitarra elettrica ed acustica, lap steel guitar, mandolino, cori
- Carl Palmer – batteria, percussioni

### 1983-1984
- Greg Lake – voce, basso
- Geoff Downes – pianoforte, tastiere, sintetizzatori, programmazione, cori
- Steve Howe – chitarra elettrica ed acustica, lap steel guitar, mandolino, cori
- Carl Palmer – batteria, percussioni

### 1984-1986
- John Wetton – voce, basso, chitarra acustica; occasionalmente tastiere
- Geoff Downes – pianoforte, tastiere, sintetizzatori, programmazione, cori
- Mandy Meyer – chitarra elettrica, cori
- Carl Palmer – batteria, percussioni

### 1987
- John Wetton – voce, basso, chitarra acustica; occasionalmente tastiere
- Geoff Downes – pianoforte, tastiere, sintetizzatori, programmazione, cori
- Scott Gorham – chitarra elettrica
- Michael Sturgis – batteria, percussioni

### 1989
- John Wetton – voce, basso, chitarra acustica; occasionalmente tastiere
- John Young – pianoforte, tastiere, sintetizzatori, cori
- Scott Gorham – chitarra elettrica
- Carl Palmer – batteria, percussioni

### 1989-1990
- John Wetton – voce, basso, chitarra acustica; occasionalmente tastiere
- John Young – pianoforte, tastiere, sintetizzatori, cori
- Holger Larisch – chitarra elettrica
- Carl Palmer – batteria, percussioni

### 1990-1991
- John Wetton – voce, basso, chitarra acustica; occasionalmente tastiere
- Geoff Downes – pianoforte, tastiere, sintetizzatori, programmazione, cori
- Pat Thrall – chitarra elettrica, cori
- Carl Palmer – batteria, percussioni

### 1991-1992
- John Payne – voce, basso
- Geoff Downes – pianoforte, tastiere, sintetizzatori, programmazione, cori
- Steve Howe – chitarra acustica, lap steel guitar, mandolino, cori
- Al Pitrelli – chitarra elettrica
- Carl Palmer – batteria, percussioni

### 1992-1993
- John Payne – voce, basso
- Geoff Downes – pianoforte, tastiere, sintetizzatori, programmazione, cori
- Steve Howe – chitarra acustica, lap steel guitar, mandolino, cori
- Vinny Burns – chitarra elettrica, cori
- Trevor Thornton – batteria

### 1993-1994
- John Payne – voce, basso
- Geoff Downes – pianoforte, tastiere, sintetizzatori, programmazione, cori
- Al Pitrelli – chitarra
- Trevor Thornton – batteria

### 1994-1995
- John Payne – voce, basso, chitarra
- Geoff Downes – pianoforte, tastiere, sintetizzatori, programmazione, drum machine, cori
- Aziz Ibrahim – chitarra, cori
- Michael Sturgis – batteria, percussioni

### 1996
- John Payne – voce, basso, chitarra
- Geoff Downes – pianoforte, tastiere, sintetizzatori, programmazione, drum machine, cori
- Elliot Randall – chitarra, cori
- Michael Sturgis – batteria, percussioni

### 1997-1998
- John Payne – voce, basso, chitarra
- Geoff Downes – pianoforte, tastiere, sintetizzatori, programmazione, drum machine, cori
- Aziz Ibrahim – chitarra, cori
- Bob Richards – batteria

### 1998-1999
- John Payne – voce, basso, chitarra
- Geoff Downes – pianoforte, tastiere, sintetizzatori, programmazione, drum machine, cori
- Ian Crichton – chitarra
- Michael Sturgis – batteria, percussioni

### 1999-2000, 2001-2003, 2004-2005
- John Payne – voce, basso, chitarra
- Geoff Downes – pianoforte, tastiere, sintetizzatori, programmazione, drum machine, cori
- Guthrie Govan – chitarra, cori
- Chris Slade – batteria, percussioni, cori

### 2000
- John Payne – voce, basso, chitarra
- Geoff Downes – pianoforte, tastiere, sintetizzatori, programmazione, drum machine, cori
- Steve Howe – chitarra acustica, lap steel guitar, mandolino, cori
- Guthrie Govan – chitarra elettrica, cori
- Chris Slade – batteria, percussioni, cori

### 2004
- John Payne – voce, basso, chitarra
- Geoff Downes – pianoforte, tastiere, sintetizzatori, programmazione, drum machine, cori
- Guthrie Govan – chitarra, cori
- Billy Sherwood – basso, cori
- Chris Slade – batteria, percussioni, cori

### 2005-2006
- John Payne – voce, basso, chitarra
- Geoff Downes – pianoforte, tastiere, sintetizzatori, programmazione, drum machine, cori
- Guthrie Govan – chitarra, cori
- Jay Schellen – batteria, percussioni

### 2013-2017
- John Wetton – voce, basso, chitarra acustica; occasionalmente tastiere
- Geoff Downes – pianoforte, tastiere, sintetizzatori, programmazione, cori
- Sam Coulson – chitarra elettrica ed acustica, cori
- Carl Palmer – batteria, percussioni

### 2017-2018
- Billy Sherwood – voce, basso
- Geoff Downes – pianoforte, tastiere, sintetizzatori, programmazione, cori
- Sam Coulson – chitarra, cori
- Carl Palmer – batteria, percussioni

### 2019

#### Gennaio-marzo
- Billy Sherwood – voce, basso, chitarra
- Geoff Downes – pianoforte, tastiere, sintetizzatori, programmazione, cori
- Carl Palmer – batteria, percussioni

#### Aprile-luglio
- Bumblefoot – voce, chitarra elettrica
- Geoff Downes – pianoforte, tastiere, sintetizzatori, programmazione, cori
- Steve Howe – chitarra elettrica ed acustica, lap steel guitar, mandolino, cori
- Billy Sherwood – basso, cori
- Carl Palmer – batteria, percussioni

#### Agosto-presente
- Ron Thal – voce, chitarra
- Geoff Downes – pianoforte, tastiere, sintetizzatori, programmazione, cori
- Billy Sherwood – basso, cori
- Carl Palmer – batteria, percussioni